# フラタニティ (バンド)
フラタニティ（Fraternity）は、1970年代初期に活動したオーストラリアのロック・バンド。後にAC/DCに参加したリード・ボーカリストのボン・スコットが在籍したことで有名なバンドである。1973年にボン・スコットがAC/DCに合流するために脱退後、後任としてジミー・バーンズが参加。バーンズはその後、コールド・チゼルに参加し、ソロのキャリアで大きく成功した。

## 概要
フラタニティは、南オーストラリア州のアデレードで1970年、この間に分裂したレビ・スミス・クレフス（Levi Smith Clefs）のメンバーによって結成された。フラタニティのベーシストのブルース・ハウが、ちょうど解散したザ・ヴァレンタインズ（The Valentines）のボン・スコットを呼ぶことに決めるまで、彼らにはレギュラーのボーカリストがいなかった。ニュージーランド・ミュージシャンのジョン・ビゼットは、この初期編成の中でキーボードを演奏した。
フラタニティは、2枚のアルバムと、数枚のシングルをリリースし、彼らの地元オーストラリアで一定の成功を収めた。しかし、イギリスで成功するという夢をもって入国した彼らだが、成果を残すことができず、バンド名を1973年初期にファング（Fang）と変えたがやはりまったく成果をあげることはできなかった。彼らは完全にやる気をなくし、失意の中、オーストラリアに戻っていった。そんな中メンバーのある者は、ゆるやかな編成のマウント・ロフティ・レンジャーズ（Mount Lofty Rangers）を結成した。ところがこのバンドも、ボーカルのスコットが1974年初めにオートバイ事故により重傷を負ったことで活動停止を余儀なくされた。その後、スコットは事故から回復したが、事故前に彼らと2曲のレコーディングをしていたにもかかわらずバンドに戻ることはなく、AC/DCに参加することになりそのままバンドを脱退。こうしてフラタニティはのちに違う編成で再始動、それは1975年頃まで続き、同年の終わり頃までにはサム・ドリーム（Some Dream）と再び名前を変えた。その後の1978年、バンドはミッキー・フィン（Mickey Finn）という名前に再び変えており、メンバーにはブルース・ハウ、アンクル・ジョン・イヤーズ、モーリ・バーグ、ジョン・ベートマンが含まれていた。1980年までに、ジョン・フリーマンが再び参加し、セカンド・ギタリストのスタン・コリティーニが参加している。その編成はエウレカ・レーベル（Eureka label）で、セルフタイトルのアルバムを製作した。ミッキー・フィンは、音楽シーンから後退する前の1980年と1981年に、2枚のシングルをリリースした。

## メンバー
- ブルース・ハウ（Bruce Howe） - エレクトリックベース、ボーカル (1970年–1973年、1974年–1975年)
- ミック・ジュード（Mick Jurd） - ギター (1970年–1973年)
- ジョン・ビゼット（John Bisset） - キーボード、ボーカル (1970年–1973年)
- トニー・ビュッテル（Tony Buettel） - ドラムス (1970年-1971年)
- ボン・スコット（Bon Scott） - ボーカル、リコーダー、パーカッション (1971年–1973年)
- ジョン・フリーマン（John Freeman） - ドラムス (1971年–1973年、1974年)
- "アンクル"・ジョン・イヤーズ（"Uncle" John Eyers） - ハーモニカ、リコーダー、ボーカル (1971年–1973年、1974年–1975年)
- サム・シー（Sam See） - スライドギター、ピアノ (1971年–1973年)
- モーリ・バーグ（Mauri Berg） - ギター (1974年–1975年)
- ジョン・スワン（John Swan） - ドラムス、ボーカル (1974年–1975年)
- ピーター・ベルゼ（Peter Bersee） - ヴァイオリン (1974年–1975年)
- ジミー・バーンズ（Jimmy Barnes） - ボーカル (1975年)

## ディスコグラフィ

### スタジオ・アルバム
- Livestock (1971年、Sweet Peach)
- Flaming Galah (1972年、RCA Victor)

### コンピレーション・アルバム
- Complete Sessions 1971–72 (1996年、Raven)
- Seasons of Change (2003年、Delta)
- 『シーズンズ・オブ・チェンジ〜コンプリート・レコーディングス1970-1974』 - Seasons of Change - The Complete Recordings 1970-1974 (2021年、Cherry Red)
- The Bon Scott Sessions 1971-72 (2021年、Bonfire)

### シングル
- "Why Did It Have to Be Me" / "Question" (1970年、Sweet Peach) ※ボン・スコット加入前の録音。「Question」はムーディー・ブルースのカバー
- "Seasons of Change" / "Summerville" (1971年、Sweet Peach)
- "The Race (pt 1)" / "The Race (pt 2)" (1971年、Sweet Peach)
- "If You Got It" / "Raglan's Folly" / "You Have a God" (1971年、Raven)
- "Livestock" /" Why Did It Have to Be Me" / "Cool Spot" (1971年)
- "Welfare Boogie" / "Getting Off" (1972年、RCA Victor)